# Griegakademiet – Institutt for musikk
Griegakademiet – Institutt for musikk, tidigare Bergen Musikkonservatorium, är en institution inom Universitetet i Bergens fakultet för konst, musik och formgivning.
Griegakademiet grundades ursprungligen 1905 av konsertmästaren Torgrim Castberg (1874–1928). År 1928 tog violinisten Arve Arvesen över ledningen. Institutet hade då lokaler i Nygård skole i Bergens centrum. Institutets ledning togs senare över av flöjtisten Frode Thorsen (född 1958). 
Det ingår sedan 1995 i Universitetet i Bergen. År 2017 inlemmades Griegkademiet som en av tre institutioner inom den nybildade fakulteten för konst, musik och formgivning vid Universitetet i Bergen.
Griegkademiet ger musikutbildning på kandidat-, magister- och doktorsnivå inom musikkutövning, inklusive jazz, komposition, musikpedagogik och musikterapi. I Griegakademiets byggnad finns konsertlokalen Gunnar Sævig Hall.
Folkmusikarkivet "Arne Bjørndals samling" ingår sedan 1997 i Griegakademiet.